# Re.2000
A Caproni-Reggiane Re.2000 Falco I, magyar nevén Héja I. olasz gyártmányú vadászrepülőgép volt, melyet a Regia Aeronautica (az Olasz Légierő), a Magyar Királyi Honvéd Légierő és a Svéd Légierő használt a második világháború első felében.

## Tervezés és fejlesztés
A Reggiane Re.2000 vadászrepülőt Longhi tervezte, aki a gép alapkoncepcióját a korabeli amerikai Seversky P-35 típustól nyerte, melyre a repülőgép sok tekintetben emlékeztet. A P-35 volt az egyik első fémszerkezetű, alsószárnyas, behúzható futóműves vadászgép, és mint ilyen, korának egyik legkorszerűbb konstrukciója. Az Re.2000 prototípusa először 1939 május 24-én emelkedett a magasba és 515 km/h sebességet ért el 5000 m magasan. Ez a gép volt a Reggiane gyár első alumíniumlemezzel borított repülőgépe a korábbi kizárólag faépítésű szerkezetek után.
Az erőltetett nyúzópróbákban kitűnt, hogy a gép felülmúlja a Fiat CR.32-t és a német Bf 109-et. Ennek ellenére az olasz légierő  elvetette alkalmazását a megbízhatatlan motor és a sebezhető üzemanyagtartályok miatt.
Az első sorozatból (Serie I) mindössze ötöt állított hadrendbe a Regia Aeronautica beleértve a prototípust is. Ezekből a gépekből szervezték meg a Sezione Sperimentale Reggiane-t a 74a Squadriglia-n belül Szicíliában. Később az egységet átnevezték 377a Squadriglia Autonoma Caccia Terrestre-re és kilenc Re.2000 Serie III-al egészítették ki. Bázisuk Szicíliában volt, és Észak-Afrika, Málta és Pantelleria fölött harcoltak. Az utolsó Re.2000 repülőgépet 1942. szeptemberében visszaküldték a gyárnak.
A Regia Marina (az Olasz Hadiflotta) kísérleteket folytatott a vadászgép egy repülőgép-hordozóra szánt változatával, a Serie II-vel, melyet sikeresen indítottak katapultról, de végül nem fejezték be a fejlesztést és a Flotta végül szárazföldi bázisokról alkalmazta a gépeket és a repülőgépekhez sem állt rendelkezésre hordozó. A Serie I-től a Serie II és Serie III abban különbözött, hogy ezeket rádióval is felszerelték.

## Alkalmazásuk története
A repülőgép sokkal fontosabb szerepet játszott a magyar és a svéd légierőnél. Az Re.2000 legyártott példányainak 80%-a exportra került: Magyarország 70, Svédország 60 vadászgépet vásárolt. Az Egyesült Királyság kormánya is érdeklődött a gép iránt, 300 darabos rendelést adott Re.2000-sekre, de amikor Olaszország belépett a háborúba Németország oldalán, ezt visszavonták.

### Svédországi üzemelés
Svédország kényszerűségből különböző típusú katonai repülőgépeket vásárolt Olaszországból, mivel a háború kitörése miatt más országok nem voltak hajlandók hadfelszerelést exportálni ebbe a kis semleges országba, melynek termelése 1943-ig nem volt képes kielégíteni a haderő igényeit. A Svéd Légierő 60 Re.2000 Serie I repülőgépet vásárolt, melyet Svédországban J 20 névvel jelöltek és 1941. és 1943. között szállítottak le.
Az összes J 20 az F10 század kötelékébe tartozott és a malmői Bulltofta légibázison állomásozott Svédország déli csücskén. Elsősorban arra használták, hogy elhárítsák a tengely és a szövetségesek bombázóinak berepülését, melyek gyakran sértették meg a svéd légteret. Egy J 20-at lelőtt a Luftwaffe egyik Dornier Do 24 őrjáratozó repülőcsónakja Sölvesborg közelében 1945. április 3-án.
A svéd pilóták megbecsülték a típust, mely jó teljesítményt nyújtott nehéz üzemviszonyok között is. A megbízhatósága azonban nem felelt meg a Svéd Légierő követelményeinek, mivel a gépek igen sok időt töltöttek javítással és karbantartással. A háború végére a megmaradt 37 darab J 20 annyira elhasználódott, hogy 1945 júliusában leszerelték és kimustrálták, egyetlen példányt tartva meg bemutató céljából.

### Magyarországi története
Az R.2000 Serie I Héja I és Héja II néven Magyarországon is repült. A Héja II ugyanaz a gép volt, csak más motorral és magyar géppuskával szerelték fel. A honvédség az Re.2000 vadászrepülőgépeket a keleti fronton használta. Bár harci teljesítménye a szovjet gépek ellen eredményesnek volt mondható, a repülőgép nem volt népszerű a pilóták között megbízhatatlansága és nehéz kezelhetősége miatt. A magyar vadászpilóták korábban a Fiat CR.32-t repülték, mely sokkal kevésbé volt érzékeny az átesésre és a dugóhúzóra, emiatt gyakoriak voltak a balesetek. Az Re.2000-rel felszerelt első századnak mind a 24 gépe kisebb-nagyobb balesetet szenvedett az első hónap leforgása alatt. A CR.32-nél keményebben rugózott futómű miatt a fel- és leszállás közben is sok baleset fordult elő az orosz szükség-repülőtereken.
A legismertebb baleset Horthy István nevéhez fűződik, aki a Második Magyar Hadseregben szolgáló vadászpilótaként 1942-ben meghalt, mikor egy Héjával földnek ütközött röviddel a felszállás után végrehajtott túlhúzott fordulóból dugóhúzóba esve.

## Változatok

### Olasz változatok

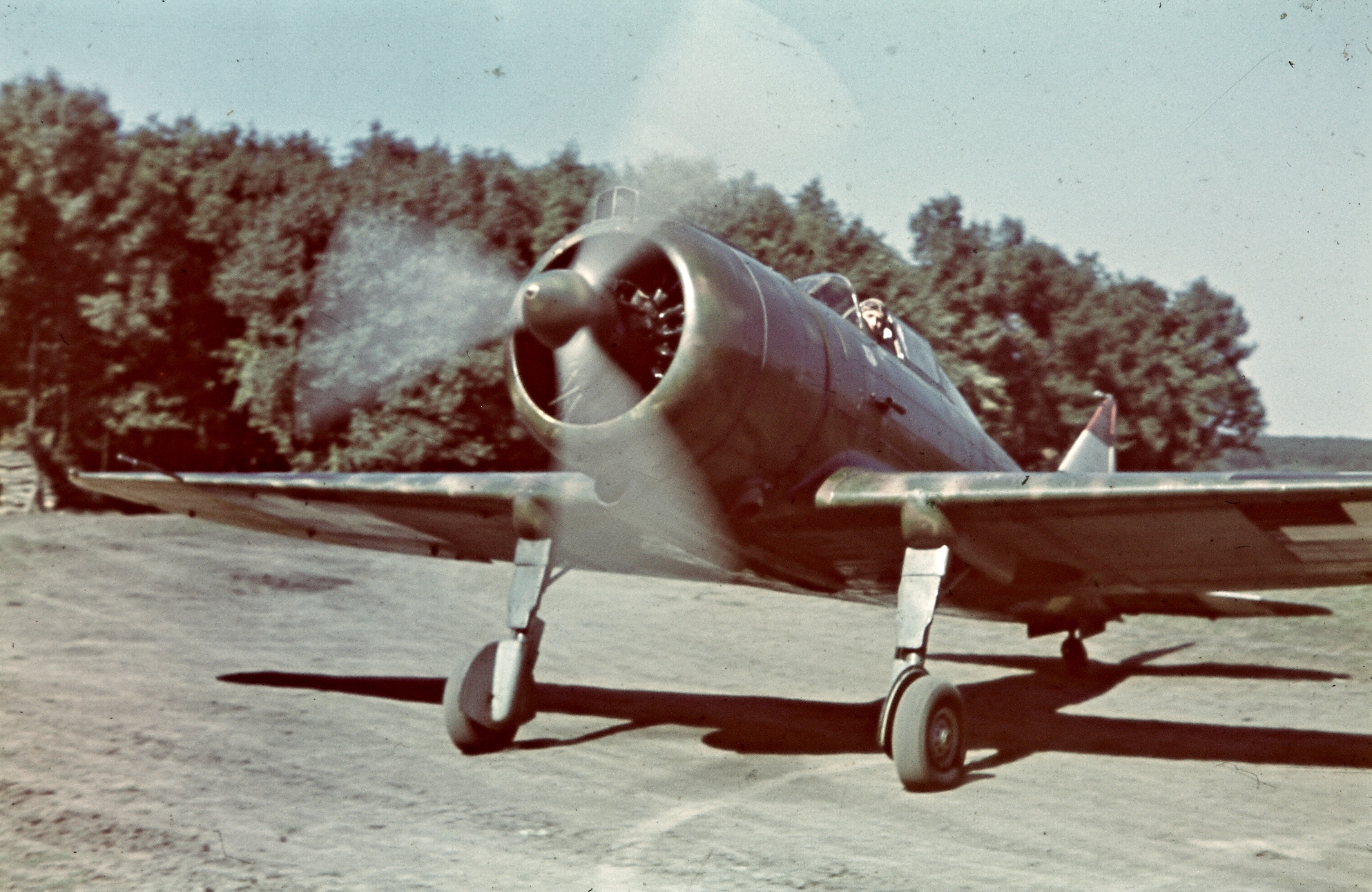
A Magyar Királyi Honvéd Légierő Héja vadászgépe

Re.2000
Első prototípus, 1 épült.
Re.2000 Serie I
Sorozatban gyártott modell, 157 épült. A Serie I módosított szélvédőt és apróbb felszerelésbeli változtatásokat kapott.
Re.2000 Serie II
Hajóra szánt változat, 10 épült. A Serie II 1,025 LE-s Piaggio P.XIbis motort és fékezőhorgot kapott repülőgép-hordozóra történő leszállás céljából.
Re.2000 (GA) Serie III
Távolsági vadászrepülőgép, 12 épült. A Serie III pilótafülkéjét áttervezték, megnövelték az üzemanyagtartály kapacitását lehetőséget biztosítottak külső üzemanyagtartály felszerelésére és 2000 kg bombateherre.

### Magyar változatok
MÁVAG Héja I
Magyar jelölés a Serie I-re.
MÁVAG Héja II
Magyar jelölés a licencben gyártott Serie I-re. A Héja II-t egy 986 LE-s WMK 14 motorral és két magyar gyártmányú 12,7 mm motor meghajtású Gebauer géppuskával szerelték fel.

## Rendszeresítve
Harmadik Birodalom
- Luftwaffe (Wehrmacht)

 Magyar Királyság
- Magyar Királyi Honvéd Légierő

 Olasz Királyság
- Regia Aeronautica

 Svédország
- Svéd Királyi Légierő

## Fordítás
- Ez a szócikk részben vagy egészben  a   Reggiane Re.2000 című angol Wikipédia-szócikk fordításán alapul.  Az eredeti cikk szerkesztőit annak laptörténete sorolja fel. Ez a jelzés csupán a megfogalmazás eredetét és a szerzői jogokat jelzi, nem szolgál a cikkben szereplő információk forrásmegjelöléseként.

## Külső hivatkozások
- Reggiane Re.2000 Falco (Hawk)
- The Reggiane Re.2000 Falco